# Challenger Ciudad de Guayaquil 2009
Il Challenger Ciudad de Guayaquil 2009 è stato un torneo professionistico di tennis maschile giocato sulla terra rossa, che faceva parte dell'ATP Challenger Tour 2009. Si è giocato a Guayaquil in Ecuador dal 9 al 15 novembre 2009.

## Partecipanti

### Teste di serie
| Nazionalità | Giocatore        | Ranking* | Testa di serie |
| ----------- | ---------------- | -------- | -------------- |
| Colombia    | Santiago Giraldo | 111      | 1              |
| Ecuador     | Nicolás Lapentti | 114      | 2              |
| Portogallo  | Rui Machado      | 118      | 3              |
| Cile        | Nicolás Massú    | 133      | 4              |
| Argentina   | Sebastián Decoud | 145      | 5              |
| Argentina   | Sergio Roitman   | 146      | 6              |
| Brasile     | Júlio Silva      | 149      | 7              |
| Argentina   | Brian Dabul      | 153      | 8              |

- Ranking al 2 novembre 2009.

### Altri partecipanti
Giocatori che hanno ricevuto una wild card:
- Emilio Gómez
- Roberto Quiroz
- Daniil Sirota
- Mariano Zabaleta

Giocatori passati dalle qualificazioni:
- Rogério Dutra da Silva
- Guido Pella
- Lars Pörschke
- Pedro Sousa

## Campioni

### Singolare
Nicolás Lapentti ha battuto in finale  Santiago Giraldo con il punteggio di 6–2, 2–6, 7–6(4).

### Doppio
Júlio César Campozano /  Emilio Gómez hanno battuto in finale  Andreas Haider-Maurer /  Lars Pörschke, 6(2)–7, 6–3, [10–8].